# Príncipe Hamlet
O príncipe Hamlet é o personagem-título e protagonista da tragédia de Hamlet (1599-1601) de William Shakespeare. Ele é o príncipe da Dinamarca, sobrinho do usurpador Cláudio e filho do rei Hamlet, o anterior rei da Dinamarca. No início da peça, ele está em conflito se, e como, vingar o assassinato de seu pai, e luta com sua própria sanidade ao longo do caminho.

## Papel na peça

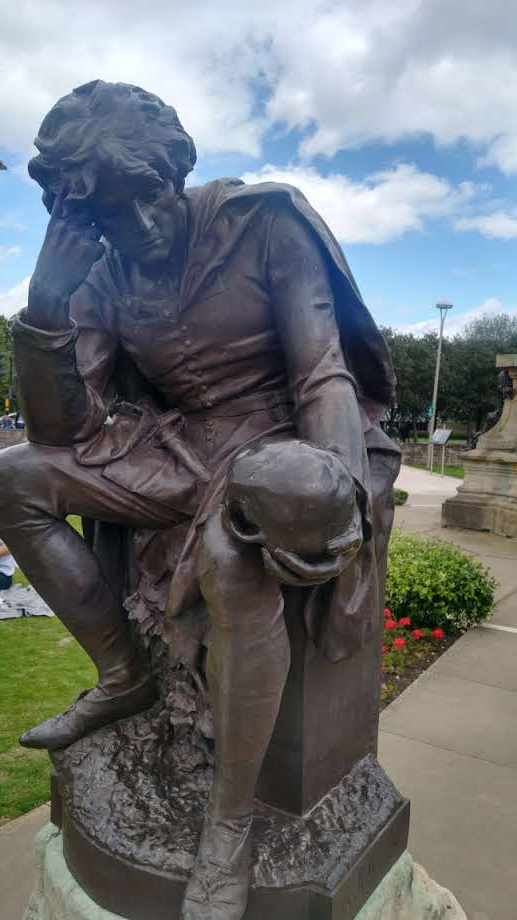
Uma estátua de Hamlet com Yorick em Stratford-upon-Avon

A peça começa com Hamlet profundamente deprimido com a recente morte de seu pai, o rei Hamlet, e a ascensão de seu tio Cláudio ao trono e o casamento apressado com a mãe de Hamlet, Gertrudess. Uma noite, o fantasma de seu pai aparece para ele e diz que Cláudio o assassinou para usurpar o trono, e ordena a seu filho que vingue sua morte.
Claudio manda chamar dois amigos de Hamlet de Wittenberg, para descobrir o que está causando tanta dor a Hamlet. Claudio e seu conselheiro Polónio convencem Ofélia - filha de Polónio e interesse amoroso de Hamlet - a falar com Hamlet enquanto eles escutam secretamente. Hamlet entra, pensando em suicídio ("Ser ou não ser"). Ofélia o cumprimenta e se oferece para devolver suas lembranças (símbolos de seu interesse amoroso), sobre o que Hamlet questiona sua honestidade e diz a ela para "levá-lo para um convento".
Hamlet elabora um teste para ver se Cláudio é culpado: ele contrata um grupo de atores para encenar uma peça sobre o assassinato de um rei diante da corte real e faz Horácio avaliar a reação de Cláudio. Cláudio exige que a peça seja interrompida no meio porque isso o faz sentir culpa e Hamlet agora tem certeza que o fantasma estava dizendo a verdade. Ele segue Cláudio até seus aposentos para matá-lo, mas para ao ver seu tio rezando; ele não quer matar Cláudio assim porque Hamlet quer que Cláudio sofra no purgatório e Cláudio acaba de tentar limpar seu pecado por meio da confissão. Um segundo atentado contra a vida de Cláudio termina com a morte acidental de Polónio.
Cláudio, agora temendo por sua vida, envia Hamlet para a Inglaterra, acompanhado (e vigiado de perto) por Rosencrantz e Guildenstern. Sozinho, Cláudio revela que na verdade está enviando Hamlet para a morte. Enquanto isso, a morte do pai de Ofélia a deixou louca de tristeza, e Cláudio convence o irmão de Ofélia, Laertes, de que Hamlet é o culpado. Cláudio propõe uma partida de esgrima entre os dois. Laertes envenena a ponta de sua espada, de modo que um mero arranhão significaria a morte certa. Cláudio planeja oferecer vinho envenenado a Hamlet se isso falhar. Gertrudes relata que Ofélia morreu.
No cemitério da igreja de Elsinore, dois "palhaços", tipicamente representados como coveiros, entram para preparar o túmulo de Ofélia. Hamlet chega com Horacio e brinca com um deles, que desenterra o crânio de um bobo da corte que Hamlet conheceu, Yorick. O cortejo fúnebre de Ofélia se aproxima, liderado por Laertes. Hamlet interrompe, professando seu próprio amor e tristeza por Ofélia. Ele e Laertes lutam, mas a luta é interrompida por Claudio e Gertrudes.
Mais tarde naquele dia, Hamlet conta a Horácio como ele escapou da morte em sua jornada, revelando que Rosencrantz e Guildenstern foram enviados para a morte. Um cortesão, Osric, interrompe para convidar Hamlet para brigar com Laertes. Apesar dos avisos de Horácio, Hamlet aceita e a partida começa. Depois de várias rodadas, Gertrudes brinda a Hamlet, bebendo acidentalmente o vinho que Claudio envenenou. Entre as lutas, Laertes ataca e perfura Hamlet com sua lâmina envenenada; na briga que se seguiu, Hamlet é capaz de usar a própria espada envenenada de Laertes contra ele. Gertrudes cai e, em seu último suspiro, anuncia que foi envenenada.
Em seus momentos de morte, Laertes revela a trama de Cláudio. Hamlet esfaqueia Cláudio com a espada envenenada e o força a beber de seu próprio copo envenenado para garantir que ele morra. Em seus momentos finais, Hamlet nomeia o príncipe Fortinbras da Noruega como o provável herdeiro do trono. Horácio tenta se matar com o mesmo vinho envenenado, mas foi impedido por Hamlet, então ele será o único vivo a dar um relato completo da história. Ele então deseja o trono da Dinamarca para Fortinbras antes de morrer.

## Visões de Hamlet

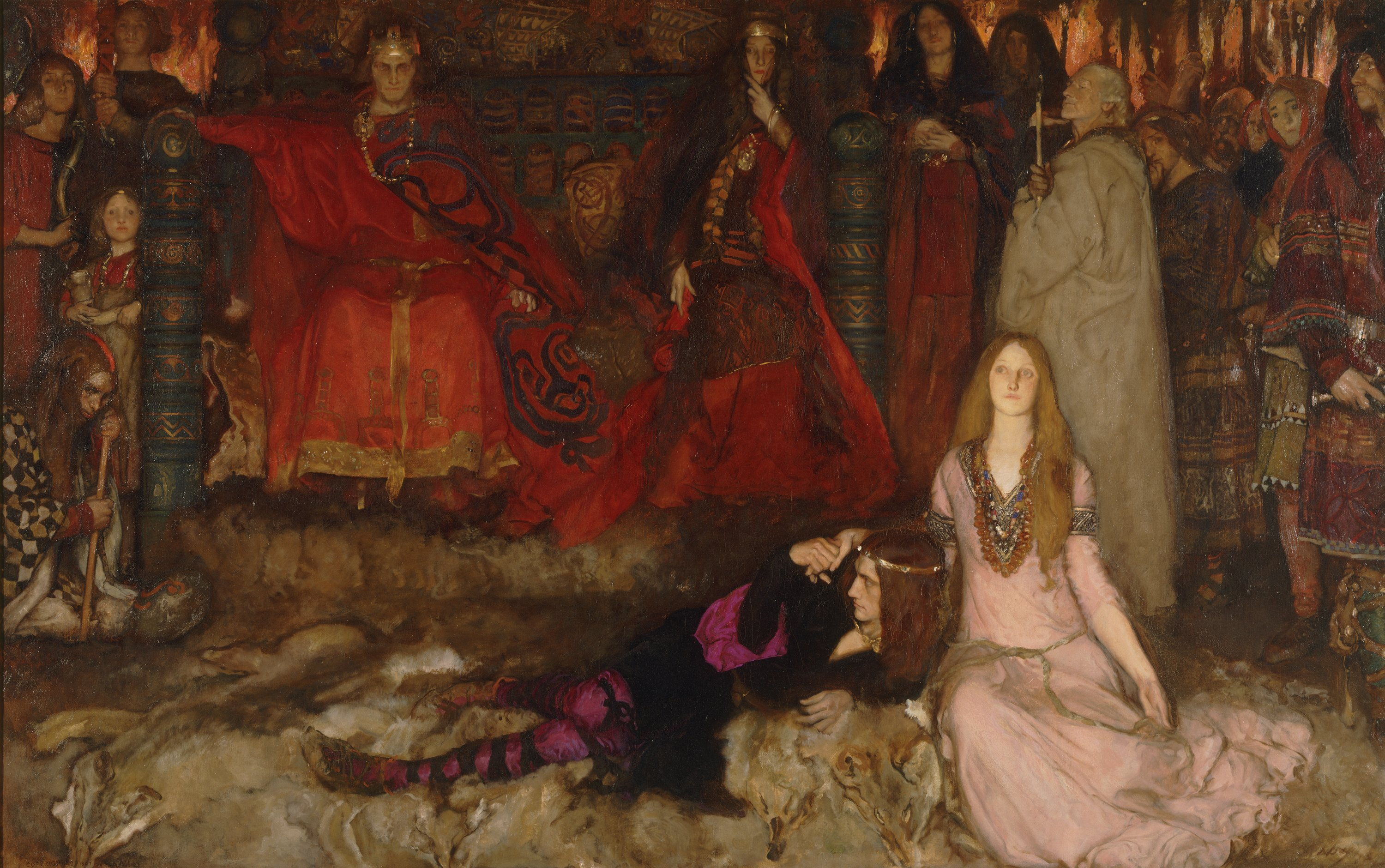
Hamlet se reclina ao lado de Ofélia em Edwin Austin Abbey 's The Play Scene in Hamlet (1897)

Talvez a visão mais direta veja Hamlet buscando a verdade para ter certeza de que está justificado em realizar a vingança exigida por um fantasma que afirma ser o espírito de seu pai. O filme de 1948 com Laurence Olivier no papel-título é apresentado por uma narração: "Esta é a tragédia de um homem que não conseguia se decidir."
Outros veem Hamlet como uma pessoa encarregada de um dever que ele sabe e sente que é certo, mas não está disposto a cumprir. Nessa visão, seus esforços para se satisfazer com a culpa de Cláudio e sua falha em agir quando pode são evidências dessa falta de vontade, e Hamlet se repreende por sua incapacidade de realizar sua tarefa. Após observar um ator teatral realizando uma cena, ele nota que o ator foi às lágrimas pela paixão da história e compara essa paixão por uma personagem grega antiga, Hécuba.

### Etimologia de seu nome
O nome Hamlet ocorre na forma Amleth em um livro do século XIII da história dinamarquesa escrito por Saxo Grammaticus, popularizado por François de Belleforest como L'histoire tragique d'Hamlet, e aparecendo na tradução inglesa como "Hamblet". Supõe-se que a história de Amleth tenha se originado na poesia nórdica antiga ou islandesa de vários séculos antes. Saxo tem como Amlethus, a forma latina do antigo Jutish Amlethæ. Em termos de etimologia, o antigo nome islandês Amlóði vem do substantivo islandês amlóði, que significa "tolo", sugerindo a maneira como Hamlet atua na peça. Mais tarde, esses nomes foram incorporados ao irlandês como Amlodhe. À medida que as leis fonéticas seguiam seu curso, a grafia do nome mudou, deixando-o como Amlaidhe. Este nome irlandês foi dado a um herói em uma história folclórica comum. A raiz desse nome é 'furiosa, furiosa, selvagem'.

### Influência da Reforma

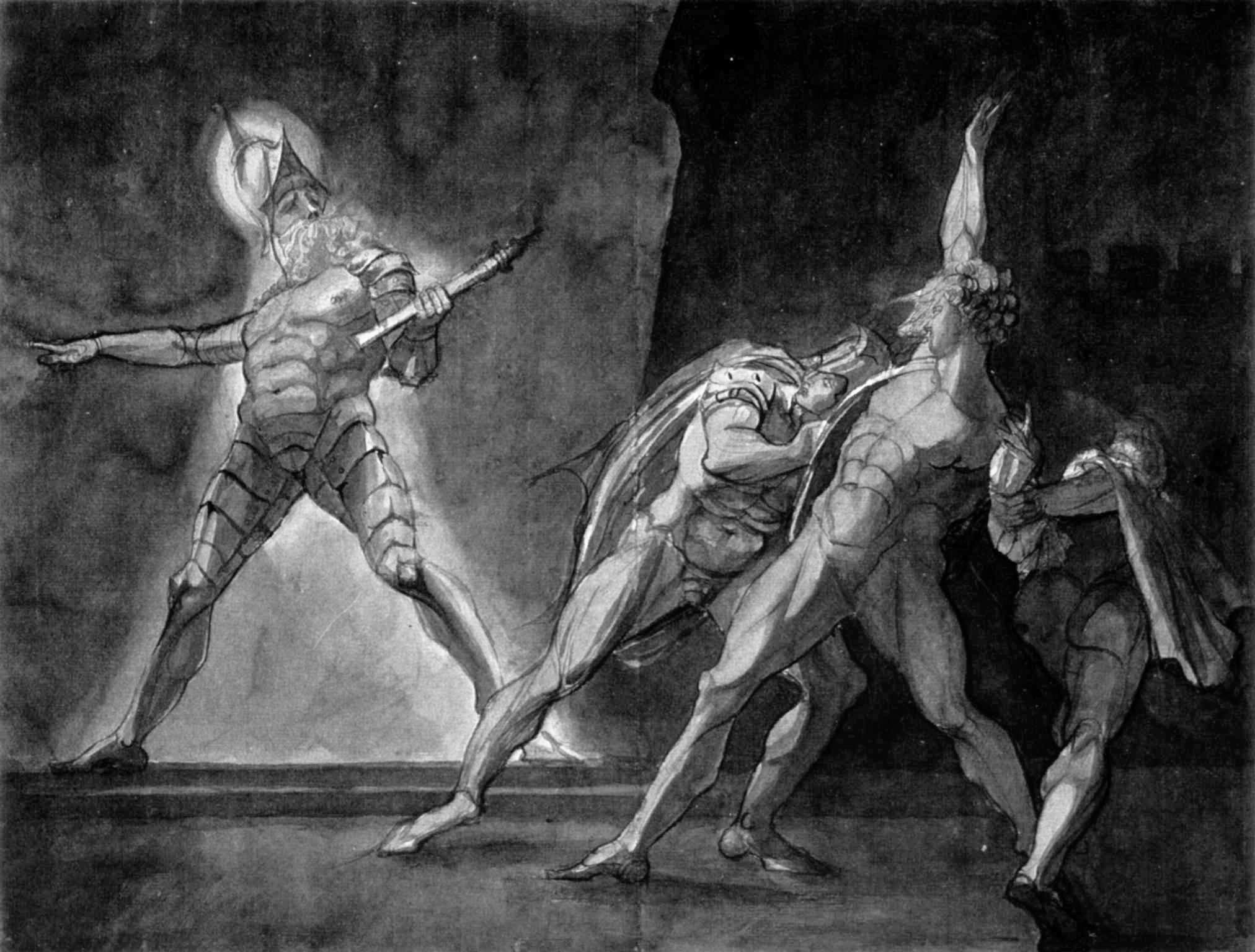
Marcellus, Horácio, Hamlet e o Fantasma de Henry Fuseli

Também foi sugerido que as hesitações de Hamlet também podem estar enraizadas nas crenças religiosas da época de Shakespeare. A Reforma Protestante gerou debate sobre a existência do purgatório (onde o rei Hamlet afirma residir atualmente). O conceito de purgatório é católico e foi desaprovado na Inglaterra protestante. Hamlet diz que não matará seu tio porque a morte o enviaria direto para o céu, enquanto seu pai (tendo morrido sem conhecimento prévio de sua morte) está no purgatório fazendo penitência por seus pecados. A oportunidade de Hamlet de matar seu tio surge logo depois que o tio supostamente fez as pazes com Deus. Hamlet diz que prefere dar uma facada no assassino enquanto ele está brincando nos "lençóis incestuosos", ou jogando e bebendo, para ter certeza de que irá direto para o inferno.

### Interpretação freudiana
Ernest Jones, seguindo o trabalho de Sigmund Freud, afirmou que Hamlet sofria do complexo de Édipo. Ele disse em seu ensaio "O complexo de Édipo como uma explicação do mistério de Hamlet: um estudo do motivo":
Seu destino moral está ligado ao de seu tio, para o bem ou para o mal. O chamado do dever para matar seu tio não pode ser obedecido porque se liga ao chamado de sua natureza para matar o marido de sua mãe, seja este o primeiro ou o segundo; a última chamada é fortemente "reprimida" e, portanto, necessariamente a primeira também.
Harold Bloom fez uma "crítica shakespeariana" da obra de Freud em resposta.

### Como um espelho do público

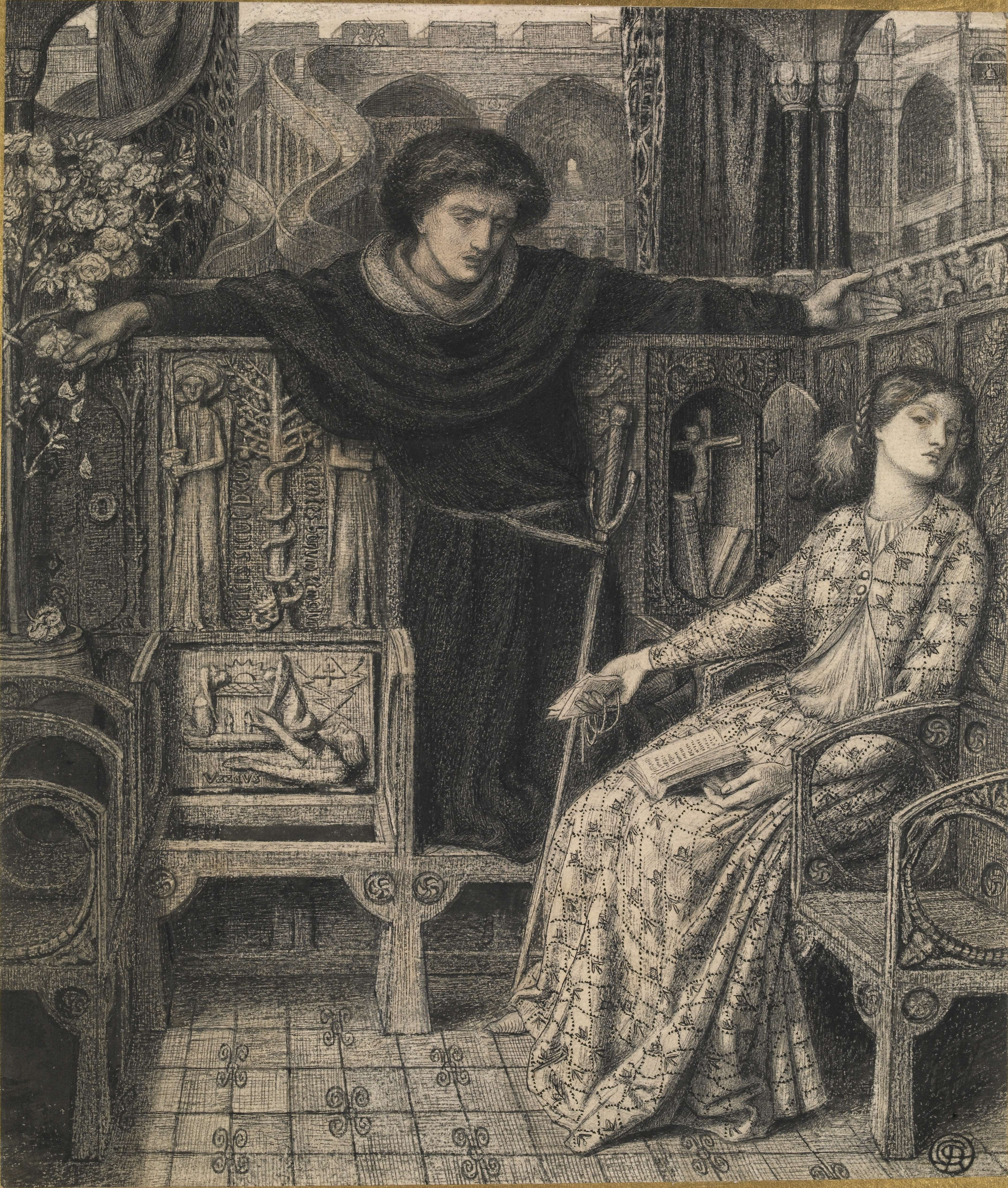
Hamlet e Ofélia, 1858, de Dante Gabriel Rossetti

Também foi sugerido que Hamlet, que é descrito por Ofélia como "a expectativa e a rosa do belo estado,/O espelho da moda e o molde da forma" ( Hamlet 3.1/166-167), é, em última análise, um reflexo de todas as interpretações possuídas por outros personagens da peça - e talvez também pelos membros de uma plateia que o assiste. Polónio, obviamente, tem o hábito de interpretar mal suas próprias expectativas nas ações de Hamlet ("Ainda insistindo na minha filha!"), embora muitos outros personagens da peça participem de um comportamento análogo.
Gertrudess tem uma tendência semelhante de interpretar todas as atividades de seu filho como resultado apenas de seu "casamento apressado". Rosencrantz e Guildenstern tendem a encontrar as ambições paralisadas de um cortesão no comportamento de seu ex-colega de escola, enquanto Cláudio parece estar preocupado com a motivação de Hamlet apenas na medida em que revela o grau em que seu sobrinho é uma ameaça. Ofélia, como seu pai, espera em vão que Hamlet lhe dê sinais de afeto, e Horácio teria poucos motivos para pensar que Hamlet estava preocupado com algo mais urgente do que o mandamento do fantasma.

### Paralelos com outros personagens
Hamlet também é, de alguma forma, um reflexo da maioria dos outros personagens da peça (ou talvez vice-versa):
- Lucianus, como Hamlet, é um regicídio e sobrinho do rei; como Cláudio, ele é um regicida que opera despejando veneno nos ouvidos.
- O Jogador Rei, como Hamlet, é um melancólico errático; como o rei Hamlet, seu personagem em O Assassinato de Gonzago é envenenado pelo ouvido enquanto está reclinado em seu pomar.
- A Rainha do Jogador, como Ofélia, atende a um personagem em O Assassinato de Gonzago que está "tão longe da alegria e de [um] estado anterior"; como Gertrudes, ela se casa novamente com um regicida.
- Hamlet, Laertes, Fortinbras e Pirro são todos filhos vingadores. Hamlet e Laertes culpam Cláudio pela morte de seus pais. Hamlet e Pirro são tomados pela inação em algum ponto de suas respectivas narrativas e cada um vinga seu pai. Hamlet e Fortinbras têm planos frustrados por tios que também são reis.
- Hamlet, Rosencrantz, Guildenstern, Osric e Polonius são todos cortesãos.
- Hamlet, seu pai, Bernardo, Marcelo, Francisco, Fortinbras e vários outros personagens são todos soldados.
- Hamlet e seu pai compartilham um nome (assim como Fortinbras e seu pai).
- Hamlet, Horácio, Rosencrantz, Guildenstern e Laertes são todos alunos.
- Hamlet, seu pai, Gertrudes e Claudio são todos membros da família real. Cada um deles também é morto por veneno - veneno pelo qual Claudio é responsável.
- Hamlet e Ofélia são repreendidos por seus pais sobreviventes nas cenas subsequentes; o pai sobrevivente de cada um é do sexo oposto. Ambos também entram em cena lendo livros e há um contraste entre a (possivelmente) loucura fingida de Hamlet e a real insanidade de Ofélia.
- Hamlet, Horácio, Polonius, Rosencrantz, Guildenstern, Daine e Claudio são cada um "espiões legais" em algum ponto da peça.

### Idade de Hamlet
No ato V, cena 1, o Primeiro Coveiro é questionado por Hamlet por volta da linha 147 e seguintes, há quanto tempo ele "é um coveiro". Sua resposta parece determinar a idade de Hamlet de maneira indireta, mas muito explícita. O Coveiro diz que está na profissão desde o dia em que o Velho Hamlet derrotou o Velho Fortinbras, que foi "o mesmo dia em que o jovem Hamlet nasceu". Então, um pouco mais tarde, ele acrescenta: "Sou sacristão aqui, homem e menino, trinta anos". De acordo com essa lógica, Hamlet deve ter trinta anos.
Essa visão da idade de Hamlet é apoiada pelo fato de Richard Burbage, o ator que interpretou originalmente o papel, ter trinta e dois anos na época da estreia da peça.
No entanto, foi feito um argumento de que em um estágio inicial em Hamlet - com sua aparente história de múltiplas revisões - Hamlet foi apresentado como um jovem de dezesseis anos. Várias evidências apoiam essa visão. Hamlet frequenta a Universidade de Wittenberg, e os membros da realeza e da nobreza (Elizabetano ou dinamarquês medieval) não frequentaram a universidade aos 30 anos. Além disso, um príncipe Hamlet de 30 anos teria claramente idade para governar. Dada sua grande popularidade (mencionada por Cláudio), isso levantaria a questão de por que não foi ele, e não seu tio, quem foi eleito para suceder ao trono após a morte do rei Hamlet.
A linha sobre a duração da carreira do Coveiro não aparece no Primeiro Quarto de Hamlet; nesse texto, diz-se que Yorick está enterrado há apenas doze anos. Além disso, em Belleforest, possivelmente uma das fontes de Shakespeare para a história, é dito que Amleth "não alcançou a condição de homem". E na ortografia original do texto do Primeiro Fólio (F1), um dos dois textos oficiais da peça, essa leitura sugere que ele é coveiro há dezesseis anos, mas vive na Dinamarca há trinta. De acordo com essa lógica, então, é o Coveiro que tem trinta anos, enquanto Hamlet tem apenas dezesseis.

### Intérpretes
The day we see Hamlet die in the theatre, something of him dies for us. He is dethroned by the spectre of an actor, and we shall never be able to keep the usurper out of our dreams.

Maurice Maeterlinck (1890).

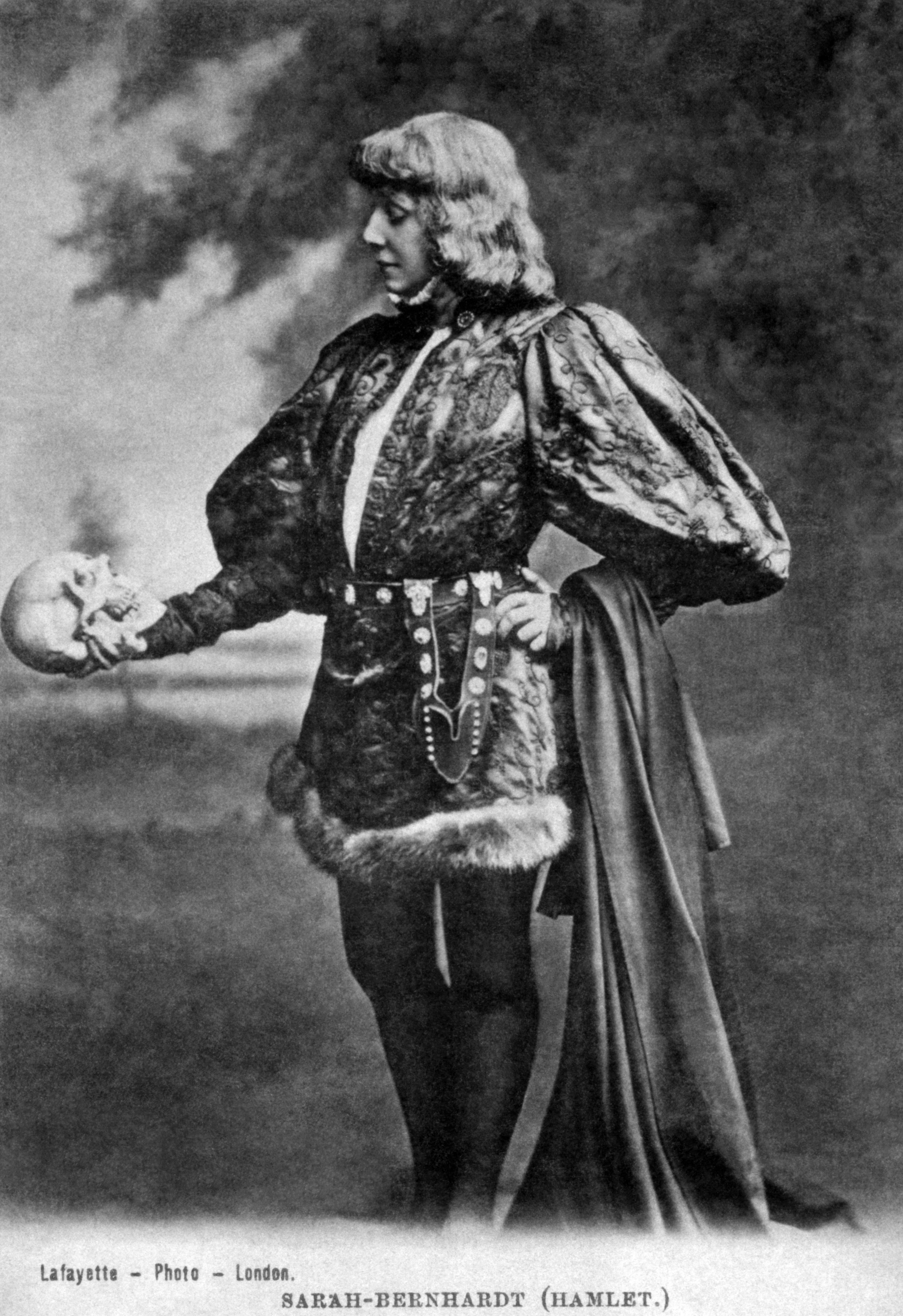
Sarah Bernhardt como Hamlet, 1880–1885

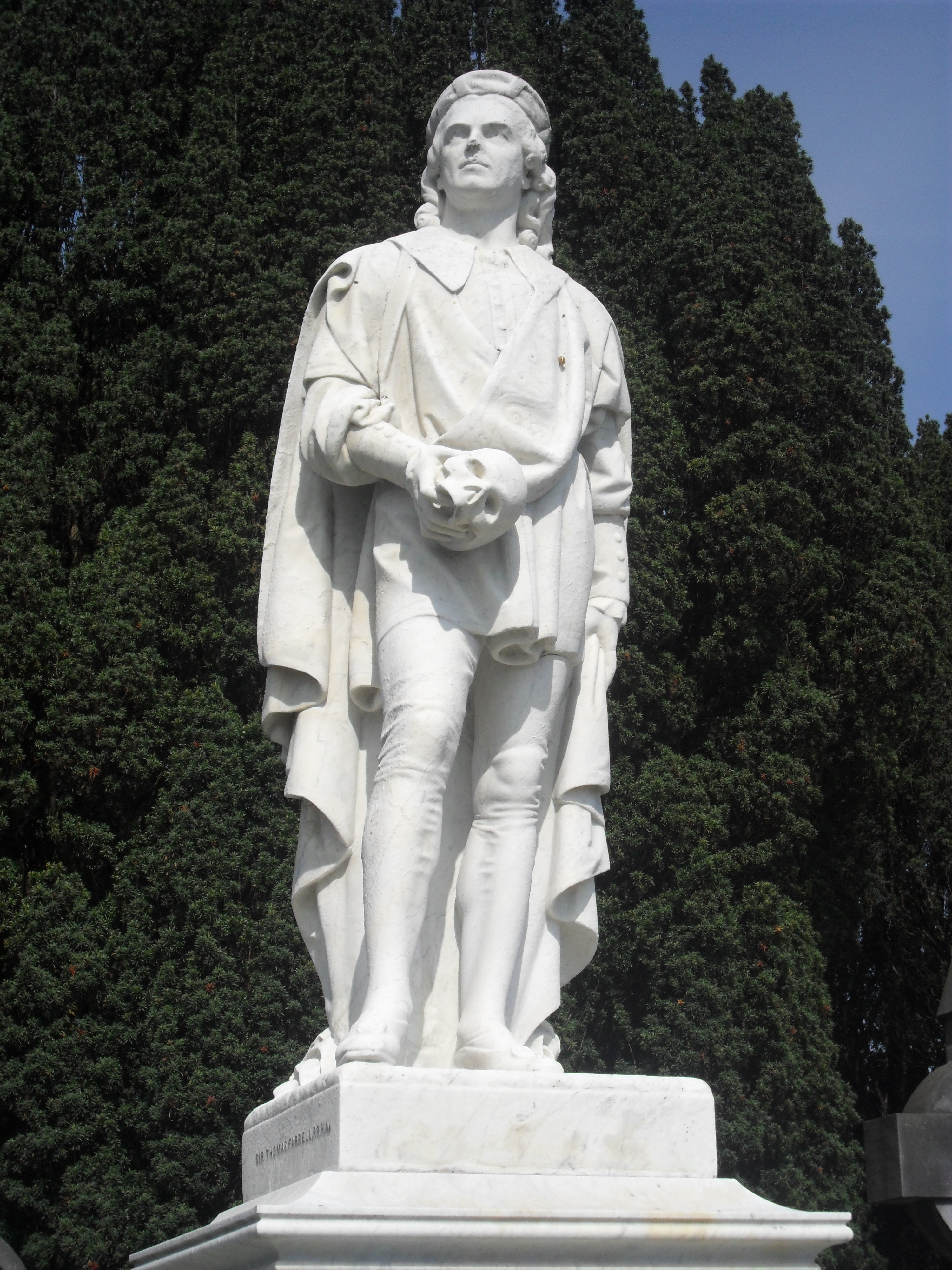
Cemitério de Barry Sullivan no Cemitério Glasnevin, Dublin, com uma estátua de Sullivan no personagem Hamlet, 1891

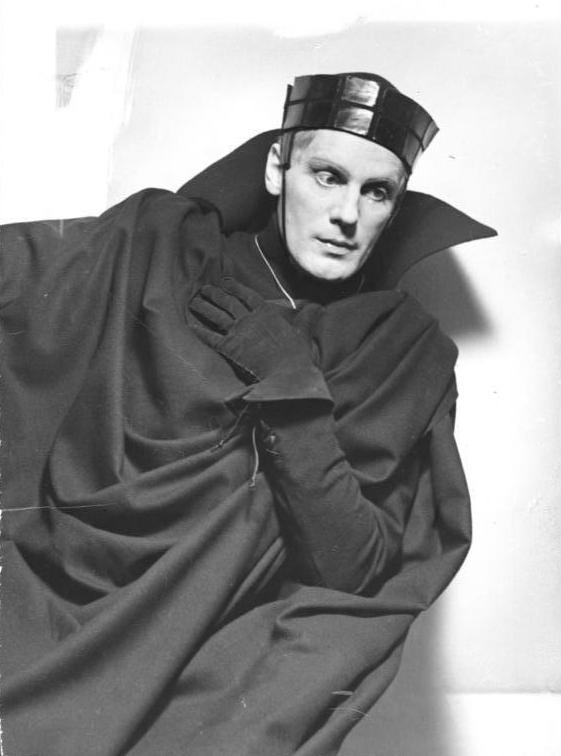
Gustaf Gründgens como Hamlet, 1936

Abaixo estão listados alguns dos retratos de atuação notáveis de Hamlet.
Atores
- Supõe-se que Richard Burbage tenha originado o papel de Hamlet no Globe Theatre .
- David Garrick fez do papel uma das peças centrais de seu repertório no século XVIII.
- A Sra. Powell foi a primeira mulher a aparecer no papel em Londres em 1796.[6]
- Mestre Betty desempenhou o papel no auge de sua popularidade em 1805, e a Câmara dos Comuns uma vez foi suspensa mais cedo para que os membros do Parlamento pudessem vê-lo interpretá-lo.
- Edwin Booth era famoso pelo papel na cidade de Nova York nas décadas de 1860 e 1870.
- Sir Henry Irving, o primeiro ator a ser nomeado cavaleiro, interpretou Hamlet em 200 apresentações consecutivas sem precedentes no Lyceum Theatre em Londres em 1874.
- Barry Sullivan desempenhou o papel na era vitoriana; ele foi retratado como personagem em uma estátua em seu túmulo.
- John Barrymore causou sensação com sua atuação na Broadway em 1922 e novamente quando a levou para Londres em 1925.
- John Gielgud interpretou Hamlet mais de 500 vezes entre 1930 e 1945.
- Maurice Evans desempenhou o papel pela primeira vez no teatro Old Vic em 1935 e teve um triunfo na Broadway em 1938 e 1945.
- Gustaf Gründgens interpretou Hamlet no Theatre am Gendarmenmarkt em Berlim em 1936.
- Laurence Olivier interpretou Hamlet pela primeira vez no Old Vic em 1937, depois realizando a produção no Elsinore Castle.
- Paul Scofield interpretou Hamlet na Royal Shakespeare Company em 1948 e novamente em 1955, dirigido por Peter Brook.
- Richard Burton interpretou o papel pela primeira vez no Old Vic Theatre em 1953 e voltou a ele em uma produção da Broadway de 1964 que se tornou famosa quando ele se casou com Elizabeth Taylor durante seu teste fora da cidade.
- David Warner estrelou Hamlet, de Peter Hall, na produção de agosto de 1965 da Royal Shakespeare Company em Stratford-Upon-Avon.
- Richard Chamberlain foi o primeiro ator americano a interpretar o papel em Londres desde John Barrymore . Isso ocorreu no final dos anos 1960, imediatamente após o término de Dr. Kildare, a série de TV na qual Chamberlain fez seu nome pela primeira vez.
- Vladimir Vysotsky interpretou Hamlet no Teatro Taganka de Moscou entre 1971 e 1980.
- Derek Jacobi desempenhou o papel para a Prospect Theatre Company em 1977.[7]
- Christopher Walken desempenhou o papel para o American Shakespeare Theatre em 1982.
- Mark Rylance desempenhou o papel para a Royal Shakespeare Company em 1988 e para o Shakespeare's Globe em 2000.
- Daniel Day-Lewis interpretou Hamlet no Royal National Theatre em 1989, antes de quebrar no palco no meio de uma apresentação durante a cena em que o fantasma do pai de Hamlet aparece diante dele.[8] Ele foi substituído por Jeremy Northam, que teve uma atuação triunfante.[9] Ian Charleson substituiu formalmente Day-Lewis pelo resto da corrida.[10]
- Kenneth Branagh desempenhou o papel para a Royal Shakespeare Company em 1992
- Richard Roxburgh interpretou Hamlet na produção da turnê de 1994/95 do Belvoir St Theatre, ao lado de Geoffrey Rush (Horácion), Jacqueline McKenzie / Cate Blanchett (Ofélia), David Wenham (Laertes), dirigido por Neil Armfield.[11]
- Ralph Fiennes ganhou o prêmio Tony de Melhor Ator em 1995 por sua interpretação.
- Samuel West interpretou Hamlet para a Royal Shakespeare Company em 2001-02 e ganhou o Critic's Circle Award.
- Christopher Eccleston desempenhou o papel para o West Yorkshire Playhouse em 2002.
- Toby Stephens desempenhou o papel para a Royal Shakespeare Company em 2004.
- Ben Whishaw desempenhou o papel para o Old Vic em 2004.
- Michael Stuhlbarg desempenhou o papel de The Public Theatre em 2008.
- David Tennant desempenhou o papel para a Royal Shakespeare Company em 2008-09.
- Christian Camargo interpretou o papel para o Teatro para um Novo Público em 2009, pelo qual ganhou um Prêmio Obie.
- Jude Law desempenhou o papel para o Donmar Warehouse, West End, e mais tarde na Broadway.
- Michael Brando (neto de Marlon Brando) desempenhou o papel em um evento especial do TED em 2010; ele havia desempenhado o papel anteriormente em 2008-09.
- Michael Sheen desempenhou o papel no Young Vic em 2011-12.
- Gustaf Skarsgård interpretou Hamlet no Hamlet do Stockholm City Theatre em 2010.
- Christian Friedel jogou Hamlet para o Staatsschauspiel Dresden de 2012 até 2019.
- Maxine Peake jogou Hamlet no Royal Exchange, Manchester em 2014.
- Benedict Cumberbatch interpretou Hamlet no Barbican Centre em Londres em 2015.
- Andrew Scott interpretou Hamlet no Almeida Theatre, dirigido por Robert Icke em 2016, transferido para o West End em 2017.
- Tom Hiddleston interpretou Hamlet na Royal Academy of Dramatic Art, dirigido por Kenneth Branagh em 2017.
- Oscar Isaac interpretou Hamlet no The Public Theatre, em Nova York, em 2017.
- Ruth Negga interpretou Hamlet durante o Festival de Teatro de Dublin de 2018.

Filme
- Johnston Forbes-Robertson imortalizou cenas de sua atuação em um filme mudo altamente truncado feito em 1913.
- A atriz dinamarquesa Asta Nielsen interpretou Hamlet em uma adaptação solta de 1921 que reimagina Hamlet como uma mulher.
- Laurence Olivier dirigiu-se como Hamlet em um filme de 1948, ganhando um Oscar por sua atuação.
- Richard Burton interpretou Hamlet em uma versão filmada de 1964 da peça teatral.
- Innokenty Smoktunovsky interpretou Hamlet em um filme russo de 1964, dirigido por Grigori Kozintsev .
- Nicol Williamson interpretou Hamlet na versão de 1969 de Tony Richardson .
- Mel Gibson interpretou Hamlet na versão de 1990 de Franco Zeffirelli .
- Iain Glen interpretou Hamlet no filme de 1990 Rosencrantz &amp; Guildenstern Are Dead, dirigido por Tom Stoppard e baseado em sua peça.
- Kenneth Branagh dirigiu a si mesmo como Hamlet em uma versão cinematográfica de 1996, que é a única versão completa da peça no cinema.
- Ethan Hawke interpretou Hamlet em uma adaptação lançada em 2000.
- Richard Pyros interpretou Hamlet em Hamlet lançado em 2007 no Festival Internacional de Cinema de Melbourne .

Televisão
- Maurice Evans foi o primeiro a desempenhar o papel na televisão americana, em 1953 no Hallmark Hall of Fame.
- Maximilian Schell interpretou Hamlet em uma versão produzida para a televisão alemã em 1961. Esta versão foi mal recebida e amplamente ignorada até ser apresentada em um episódio de 1999 do Mystery Science Theatre 3000.
- Christopher Plummer recebeu uma indicação ao Emmy por uma versão para televisão filmada no Castelo de Elsinore em 1964.
- Richard Chamberlain interpretou Hamlet em uma apresentação do Hallmark Hall of Fame em 1970.
- Derek Jacobi interpretou Hamlet na produção de 1980 da BBC Television Shakespeare.
- Kevin Kline desempenhou o papel em uma produção de televisão da PBS de 1990, que ele também dirigiu e que se originou no Festival de Shakespeare de Nova York.
- Campbell Scott desempenhou o papel em uma produção de televisão dos Estados Unidos em 2000 durante a Guerra Civil Americana, na qual Polonius, Ofélia e Laertes foram retratados como uma família afro-americana.
- David Tennant e o resto do elenco original da produção da Royal Shakespeare Company de 2008–09 reprisaram seus papéis para uma versão cinematográfica da BBC, que foi ao ar no Reino Unido em dezembro de 2009.